# چارلز آنتروباس
سر چارلز جیمز آنتروباس (انگلیسی: Sir Charles James Antrobus؛ زادهٔ ۱۴ مهٔ ۱۹۳۳ – درگذشته ۳ ژوئن ۲۰۰۲) سیاست‌مدار اهل سنت وینسنت و گرنادین‌ها بود. وی از ۱ ژوئن ۱۹۹۶ تا هنگام مرگش فرماندار کل سنت وینسنت و گرنادین‌ها بود. 
چارلز آنتروباس در ۳ ژوئن ۲۰۰۲، در سن ۶۹ سالگی درگذشت.